# سیارک ۸۸۱۱
سیارک ۸۸۱۱ (به انگلیسی: 8811 Waltherschmadel، نامگذاری:1982UX5) هشت هزار و هشتصد و یازدهمین سیارک کشف شده‌است که در ۲۰ اکتبر ۱۹۸۲ کشف شد.
قدر مطلق سیارک برابر ۱۳٫۶۰ است.